# Chronologie de l'Arménie
Ce qui suit est une chronologie de l'histoire de l'Arménie.

## Préhistoire
- 6000-4000 av. J.-C. : cultures néolithiques de Transcaucasie, comme la culture de Shulaveri-Shomu.
- 3400-2000 av. J.-C. : culture kouro-araxe.
- 2300 av. J.-C. : mention akkadienne de cette culture.
- 2000 av. J.-C. : culture de Trialeti

## Antiquité

### Période urartéenne

L'Urartu sous Sarduri II.

- Seconde moitié du IIe millénaire av. J.-C. : naissance de la civilisation urartéenne, apparentée aux Hourrites.
- XVe et XIVe siècles av. J.-C. : mention de la confédération d'Hayasa-Azzi dans les sources hittites, des tribus proto-arméniennes selon certains historiens.
- XIIIe siècle av. J.-C. : première mention de l'Urartu par des sources assyriennes (sous Salmanazar Ier, 1275-1245 av. J.-C.).
- XIIe siècle av. J.-C. : première mention de Nairi par des sources assyriennes (sous Téglath-Phalasar Ier, 1116-1077 av. J.-C.).
- Xe et IXe siècles av. J.-C. : constitution du royaume de l'Urartu, avec assimilation probable des Nairis. Arame, premier roi connu.
- 782 av. J.-C. : fondation par Argishti Ier d'Erebouni, l'actuelle Erevan.
- 753 av. J.-C. : extension maximale de l'Urartu sous le règne de Sarduri II (766/756-733/730 av. J.-C.).
- 735 av. J.-C. : prise de Tushpa, la capitale, par les Assyriens.
- Fin du VIIIe siècle av. J.-C. : premières invasions cimmériennes.
- 714 av. J.-C. : Huitième campagne de Sargon II ; l'Urartu est dévasté mais ne succombe pas.
- Seconde moitié du VIIe siècle av. J.-C. : invasions scythes.
- 609 av. J.-C. : campagne du roi de Babylone Nabopolassar.
- Fin du VIIe , début du VIe siècle av. J.-C. : arrivée des Armens, des proto-arméniens.
- 590 av. J.-C. : destruction de Rushahinili, capitale de Rusa III, par le roi mède Cyaxare, destruction de l'Urartu sous le règne de son dernier roi Rusa IV par les armées mèdes.

### Périodes mède et achéménide
- 590 ?-549 av. J.-C. ? : les Mèdes contrôlent la région.
- 547 av. J.-C. ? : la région est incorporée à l'Empire achéménide et s'iranise progressivement. Le territoire arménien est réparti entre la XIIIe et la XVIIIe satrapies perse sous Darius Ier (550 ?-486 av. J.-C.).
- 400 av. J.-C. : épisode des Dix Mille de Xénophon et mention d'un satrape nommé Oronte.

### Période orontide

L'Arménie et la Sophène orontides, vers 250 av. J.-C..

- 331 av. J.-C. : conquête de l'Empire perse par Alexandre le Grand. Les satrapes prennent le pouvoir en Arménie et fondent la lignée des Orontides. La Sophène a sa propre dynastie, probablement reliée aux Orontides. La suzeraineté séleucide est exercée à plusieurs reprises. Début de l'hellénisation de l'Arménie.

### Période artaxiade

L'apogée du royaume de Tigrane II.

- 189/188 av. J.-C. : émancipation par rapport aux Séleucides et prise de pouvoir d'Artaxias Ier en Arménie et de Zariadris Ier en Sophène.
- 187 av. J.-C. : fondation d'Artaxate, nouvelle capitale.
- Fin du IIe , début du Ier siècles av. J.-C. : défaite d'Artavazde (II) face aux Parthes. L'Arménie sous suzeraineté parthe.
- 95 av. J.-C. : début du règne de Tigrane II le Grand. La Sophène tombe bientôt sous son contrôle.
- 88/85 av. J.-C. : Tigrane rejette la suzeraineté parthe. Extension à l'est et au sud.
- 83 av. J.-C. : conquête de la Syrie, de la Phénicie et de la Cilicie. Extension maximale du royaume artaxiade, de la mer Caspienne à la mer Méditerranée, et des Alpes pontiques et du Caucase aux limites de la Judée.
- 78 av. J.-C. : fondation de Tigranocerte, la nouvelle capitale.
- 66 av. J.-C. : soumission de Tigrane à Pompée. L'Arménie est l'« alliée » de Rome.
- 55 av. J.-C. : mort de Tigrane.
- Ier siècle av. J.-C. : abandon progressif du paganisme arménien au profit du zoroastrisme.
- Seconde moitié du Ier siècle av. J.-C. : l'Arménie, enjeu entre Romains et Parthes.
- 1 : fin du royaume artaxiade.
- Première moitié du Ier siècle : l'Arménie continue de passer des mains des Romains à celles des Parthes, et inversement.

### Période arsacide

L'Arménie arsacide, vers 150.

- 63 : traité de Rhandeia entre Romains et Parthes sous Tiridate Ier, plaçant l'Arménie sous leur cosouveraineté. Le trône d'Arménie revient aux Arsacides, parents des dynastes parthes, mais la suzeraineté romaine est reconnue. Mise en place progressive d'une société féodale avec le rôle croissant des nakharark.
- IIe siècle : les Romains tentent à plusieurs reprises d'installer un roi client sur le trône arménien, mais les Arsacides récupèrent à chaque fois la charge royale.
- ca. 260 : naissance de saint Grégoire l'Illuminateur.
- 298 : traité de Nisibe, plaçant l'Arménie méridionale sous suzeraineté romaine.
- 301 (ou 313) : Grégoire convertit Tiridate IV, suivi par le peuple. Fondation de l'Église apostolique arménienne.
- 330 : fondation de Dvin, nouvelle capitale.
- 384/389 : Romains et Sassanides se partagent l'Arménie.
- 405 : création de l'alphabet arménien par Mesrop Machtots.
- 428 : fin de la monarchie. Perses et Byzantins se disputent la région.

## Moyen Âge

### Période du marzbanat
- 451 : bataille d'Avarayr.
- 484 : Vahan Mamikonian, par le traité de Nevarsak, obtient la liberté du culte chrétien en Arménie perse.
- 555 : second concile de Dvin.
- 572 : révolte infructueuse contre les Perses.
- 591 : la majeure partie de l'Arménie est byzantine.
- 640 : premières incursions arabes.
- 661 : l'autorité des califes est reconnue.
- 774-775 : révolte contre les Arabes.
- 806 : Achot IV Bagratouni est nommé « prince des princes d'Arménie » par le calife Haroun ar-Rachid.

### Période bagratide

L'Arménie bagratide, vers l'an mil.

- 884 : Achot Ier est reconnu roi tant par Byzance que par le Califat.
- 908 : le calife reconnaît Gagik Ier comme roi du Vaspourakan.
- 961 : Ani, capitale de l'Arménie.
- 962 : Mouchel devient roi de Kars.
- 967 : Byzance acquiert le Taron.
- 972 : Gourgen Ier se proclame roi à Tachir.
- 1002 : Byzance acquiert le Tayk.
- 1012 : premières incursions seldjoukides.
- 1021 : Byzance acquiert le Vaspourakan.
- 1045 : Gagik II abdique, et Byzance acquiert le royaume d'Ani.
- 1064 : les Seldjoukides d'Alp Arslan s'emparent d'Ani. Émigration arménienne dans l'Empire byzantin. Gagik-Abas II cède le royaume de Kars à Byzance en échange de terres en Cappadoce.
- 1071 : bataille de Manzikert et défaite des Byzantins face aux Turcs.

### Période turco-mongole

L'Arménie sous les Zakarian, vers 1200.

- 1113 : le royaume de Lorri est conquis par les Turcs.
- 1170 : le royaume de Siounie est conquis par les Turcs.
- 1194 : les Géorgiens de la reine Tamar prennent une partie de l'Arménie, dont Ani. Les Zakarian sont faits princes vassaux d'Arménie.
- 1220 : défaite des Géorgiens face aux Mongols.
- 1236 : l'Arménie est sous contrôle mongol.
- 1387-1403 : invasions de Tamerlan.
- 1410 : les Turcomans du Qara Qoyunlu dominent l'Arménie.
- 1467 : les Turcomans de l'Aq Qoyunlu dominent l'Arménie.

### Cilicie arménienne

Royaume arménien de Cilicie, 1199-1375.

- à partir de 1064 : les Arméniens quittent la Grande-Arménie pour s'installer en Cilicie, qui sera par la suite nommée « Petite-Arménie », en raison de son fort peuplement arménien.
- 1071 : Philaretos Brakhamios se constitue une principauté dans l'Anti-Taurus, au détriment des Byzantins.
- 1073 : Oshin, ancêtre des Héthoumides, s'installe à Lampron.
- 1079 : Philaretos s'empare d'Antioche.
- 1080/1082 : règne de Gogh Vasil en Euphratèse, le plus puissant des princes arméniens à l'époque.
- 1081 : Roupen, ancêtre des Roupénides, s'empare de Bartzeberd.
- 1083 : Philaretos annexe Édesse.
- 1084 : Philaretos perd Antioche, prise par les Turcs.
- 1085 : Philaretos perd Samosate, conquise par l'émir de Harrân.
- 1085 : Gabriel devient seigneur de Malatya.
- 1095 : mort de Roupen Ier.
- 1095 : Thoros s'empare d'Édesse.
- 1097-8 : Constantin Ier prête main-forte aux Croisés.
- 1095 : menacé par les Turcs, Thoros d'Édesse appelle à son secours les Croisés. Baudouin de Boulogne vient à la rescousse et repousse les Turcs. À la mort de Thoros, il fonde le comté d'Édesse.
- 1102 : Thoros Ier revendique son indépendance et, comme il contrôle les montagnes ciliciennes, s'intitule prince des Montagnes.
- 1103 : Malatya est prise par les Turcs.
- 1112 : mort de Gogh Vasil.
- 1132 : Léon Ier prend aux Byzantins les villes de Mamistra, de Tarse et d'Adana, dans la plaine cilicienne.
- 1137 : l'empereur Jean II Comnène, reprend la Cilicie et capture Léon Ier.
- 1143 : Thoros II s'évade de Byzance et reprend le contrôle des montagnes ciliciennes.
- 1151 : Thoros II conquiert la plaine cilicienne.
- 1170 : Mleh, aidé par Nur ad-Din assassine son neveu Roupen II et prend le pouvoir. Durant son règne, il attaque les Croisés qui traversent ses états, contrairement à ses prédécesseurs.
- 1175 : assassinat de Mleh. Les nobles mettent son neveu Roupen III sur le trône.
- 1181 : Roupen se rapproche du royaume de Jérusalem en épousant une noble franque, Isabelle de Toron.
- 1182 : Roupen III est capturé par Bohémond III d'Antioche qui le libère contre les villes de Mamistra et d'Adana. À peine libre, Roupen reprend les villes.
- 1187 : Roupen III cède le pouvoir à son frère Léon II et se fait moine.
- 1198 : Léon II obtient du pape Célestin II et de l'empereur germanique Henri VI le titre royal.
- 1199 (6 janvier) : Léon II est sacré roi d'Arménie à Tarse.
- 1216 : Léon II place son neveu Raymond-Roupen à la tête de la principauté d'Antioche.
- 1218 : Raymond-Roupen, prince d'Antioche est détrône et emprisonné.
- 1219 : mort de Léon II. Sa fille Isabelle d'Arménie lui succède.
- 1221 : Isabelle d'Arménie épouse Philippe d'Antioche.
- 1226 : Philippe d'Antioche, devenu impopulaire après avoir tenté d'imposer le rite latin, est exécuté. Isabelle est mariée à Héthoum de Barbaron.
- 1254 : Héthoum Ier prête allégeance au grand-khan Möngke, afin que ce dernier l'aide à combattre les Mamelouks.
- 1260 : après avoir battu les Mongols, les Mamelouks ravagent la Cilicie.
- 1270 : mort d'Héthoum Ier. Son fils Léon III lui succède.
- 1275 : les Mamelouks prennent Tarse.
- 1296-1301 : lutte de succession et de pouvoir en Arménie cilicienne.
- 1307 : les rois Héthoum II et Léon IV sont assassinés par un officier mongol converti à l'islam.
- 1308-1320 : règne d'Oshin, qui meurt empoisonné.
- 1320-1329 : régence d'Oshin de Korikos, assassiné en 1329 par Léon V.
- 1329-1341 : règne de Léon V, qui meurt assassiné.
- 1341-1344 : règne de Guy de Lusignan, qui prend le nom de Constantin IV.
- 1344 : Constantin IV est assassiné et les barons offrent le trône à l'un des leurs, Constantin V de Neghir.
- 1345 : concile de Sis, où l'Église d'Arménie se rallie à l'Église de Rome. L'espoir d'une aide militaire pour résister aux Mamelouks, suscité par ce concile, s'amenuise ensuite.
- 1347 : prise d'Ayas par le Mamelouks.
- 1362 : mort de Constantin V. Constantin VI lui succède.
- 1365 : Korikos est reprise aux Mamelouks, avec l'aide du roi Pierre Ier de Chypre.
- 1373 : mort de Constantin VI. Le royaume ne se compose plus que des deux villes de Sis et d'Anazarbe. Les barons donnent le trône à Léon VI de Lusignan.
- 1375 : prise d'Anazarbe, puis de Sis par les Mamelouks, qui capturent le dernier roi Léon VI de Lusignan.
- 1382 : Léon VI est libéré et quitte l'Égypte.
- 1393 : mort de Léon VI.

## Époque moderne

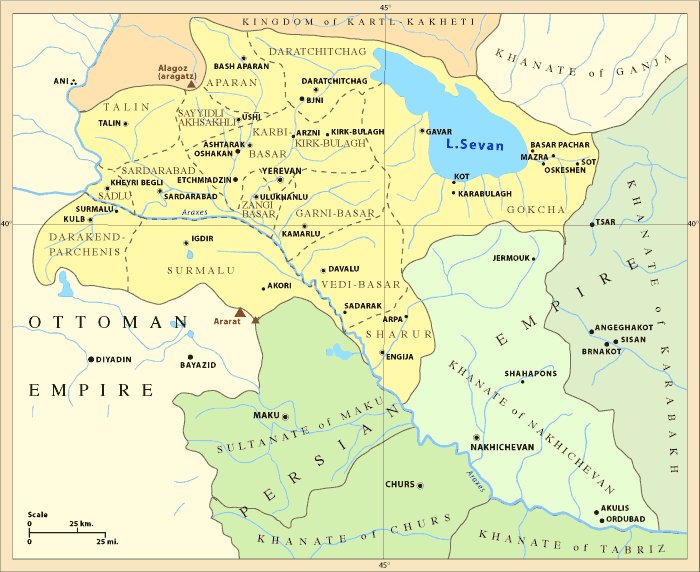
Khanats sous suzeraineté perse d'Erevan, de Nakhitchevan et du Karabagh.

- XVIe et XVIIe siècles : l'Arménie est le champ de bataille de l'Empire ottoman et de la Perse. La diaspora commence à prendre de l'ampleur.
- 1512 : publication du premier livre imprimé en arménien, Urbatagirk, par Hakob Meghapart à Venise.
- 1604 : le roi perse Abbas Ier déporte des milliers d'Arméniens vers la région d'Ispahan.
- 1639 : le traité de Qasr-i-Chirin accorde l'Arménie orientale aux Perses et l'Arménie occidentale aux Ottomans.
- 1666 : la première Bible en arménien est publiée à Amsterdam.
- 1669 : Colbert permet aux Arméniens de commercer à Marseille.
- 1679-1711 : voyages d'Israël Ori en Occident.
- 1700 : création à Constantinople par Mékhitar de Sébaste de l'ordre ultérieurement connu sous l'appellation « Congrégation des pères mékhitaristes ».
- 1722-1730 : révolte des méliks du Karabagh sous la direction de David Bek.
- 1747 : l'Arménie perse est divisée en trois khanats, les khanats d'Erevan, de Nakhitchevan et du Karabagh.

## Époque contemporaine

### Entre Ottomans, Perses et Russes
- 1804-1813 : guerre russo-iranienne, conclue le 24 octobre 1813 par le traité de Golestan. Le khanat du Karabagh est annexé à la Russie.
- 1822 : abolition du khanat du Karabagh, intégré à l'oblast caspien.
- 1826-1828 : guerre russo-iranienne, conclue le 21 février 1828 par le traité de Turkmanchai. Les khanats d'Erevan et de Nakhitchevan sont annexés par la Russie. Les deux khanats sont réunis dans une entité, l'oblast arménien.
- 1831 : création d'un millet catholique arménien au sein de l'Empire ottoman.
- 1850 : création d'un millet protestant arménien au sein de l'Empire ottoman. La même année, l'oblast arménien devient le gouvernement d'Erevan.
- 1863 : adoption de la constitution nationale arménienne pour les Arméniens de l'Empire ottoman et fondation de l'Assemblée nationale arménienne dans la foulée.
- 1864 : l'Arménie occidentale ottomane est divisée en six vilayets (Erzurum, Van, Bitlis, Diyarbakır, Harput et Sivas).
- 1868 : le Karabagh est intégré au gouvernement d'Elizavetpol.
- 1877-1878 : guerre russo-turque, conclue le 3 mars 1878 par le traité de San Stefano. La Russie annexe notamment Kars et Ardahan.
- 1887 : création du parti social-démocrate Hentchak.
- 1885 : fondation du parti Arménagan.
- 1890 : création de la Fédération révolutionnaire arménienne (ou parti Dachnak).
- 1894-1896 : massacres hamidiens.
- 1909 : massacres de Cilicie.
- 1914-1918 : Première Guerre mondiale.
- 29 décembre 1914 : bataille de Sarikamish (défaite ottomane mais lourdes pertes russes).
- fin mai 1915 : les Russes prennent Van.
- juillet 1915 : bataille de Malazgirt, défaite russe. Van est évacuée en août mais est reprise en septembre.

- 1915-1916 : génocide arménien.

Organisation territoriale du génocide des Arméniens.

- janvier-février 1916 : bataille d'Erzurum. Les Russes prennent Erzurum le 16 février, et, dans la foulée, Muş le même jour et Bitlis le 3 mars, à l'issue de la bataille de Bitlis.
- 17 avril 1916 : les Russes prennent Trabzon.
- 2 juillet 1916 : les Russes prennent Erzincan.
- 1917 : révolution russe, désintégration des troupes russes.
- décembre 1917 : armistice russo-turc.
- 10 février 1918 : première réunion du Seïm, parlement transcaucasien.
- 24 février 1918 : indépendance de la république démocratique fédérative de Transcaucasie.
- 3 mars 1918 : traité de Brest-Litovsk entre la Russie et les Ottomans. Les Russes acceptent de revenir aux frontières d'avant 1878.
- mai 1918 : batailles de Sardaparat, de Karakilisa et d'Aparan, défaites ottomanes.
- 28 mai 1918 : proclamation de la première république d'Arménie.
- 4 juin 1918 : par le traité de Batoum, l'Arménie voit son territoire drastiquement réduit.
- 30 octobre 1918 : les Ottomans capitulent par l'armistice de Moudros. Retour aux frontières d'avant 1914.

### Première république d'Arménie
- 13-31 décembre 1918 : guerre arméno-géorgienne.
- 10 août 1920 : traité de Sèvres.
- 29 septembre - 2 décembre 1920 : guerre arméno-turque.
- Fin novembre - début décembre 1920 : invasion de l'Arménie par l'Armée rouge.
- 3 décembre 1920 : traité d'Alexandropol.
- 6 décembre 1920 : entrée de la XIe Armée rouge à Erevan et chute du gouvernement arménien.

### L'Arménie soviétique
- 4 juillet 1921 : en présence de Staline, le bureau caucasien du Comité central du parti bolchevik, auparavant favorable à l'Arménie, maintient Akhalkalak sous contrôle de la république socialiste soviétique de Géorgie, divise le Lorri entre celle-ci et la république socialiste soviétique d'Arménie, et attribue le Haut-Karabagh à la république socialiste soviétique d'Azerbaïdjan.
- 13 octobre 1921 : traité de Kars.

### L'Arménie moderne

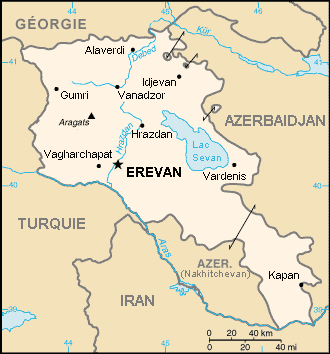
L'Arménie aujourd'hui.

- 2 septembre 1991 : quatre jours après l'Azerbaïdjan, la région autonome du Haut-Karabagh déclare son indépendance.
- 21 septembre 1991 : l'Arménie déclare son indépendance après l'effondrement de l'URSS.
- 16 octobre 1991 : Levon Ter-Petrossian devient le premier président de la république d'Arménie.
- 10 décembre 1991 : un référendum est organisé au Karabagh sur la question de son indépendance : une grande majorité de la population souhaite se détacher de la toute nouvelle république azérie.
- 21 décembre 1991 : le pays adhère à la Communauté des États indépendants (CEI).
- Fin 1991 - mai 1994 : guerre du Haut-Karabagh jusqu'au cessez-le-feu.
- Hivers 1992-93 et 1993-94 : à cause des blocus imposés par la Turquie et l'Azerbaïdjan, le pays se retrouve à court d'énergie et les habitants transis de froid finissent par couper de nombreux arbres pour pouvoir se chauffer.
- 3 février 1998 : démission du président Ter-Petrossian à cause de ses positions au sujet du Haut-Karabagh. Robert Kotcharian lui succède et est officiellement élu le 30 mars.
- 27 octobre 1999 : un commando fait irruption au Parlement et assassine le président de l'Assemblée nationale et le premier ministre (Fusillade du Parlement arménien).
- 25 janvier 2001 : l'Arménie devient membre du Conseil de l'Europe.
- 5 mars 2003 : Kotcharian est réélu pour cinq ans.
- 19 février 2008 : Serge Sargsian est élu le troisième président de la république. L'opposition parle de fraudes massives et manifeste plusieurs jours durant dans les rues de la capitale. Le 1er mars, les manifestations dégénèrent en émeutes qui feront plusieurs morts.